# Eliminatoria al Campeonato Femenino Sub-17 de la Concacaf de 2024
En esta edición de eliminatorias para el Campeonato Femenino Sub-17 de la Concacaf de 2024, 18 equipos se disputaran por seis cupos para el torneo final, donde se unirán a las 2 naciones mejor clasificadas México y Estados Unidos, que han sido sembradas directamente en la fase final del Campeonato.
La eliminatoria se llevara a cabo del 25 al 30 de agosto de 2023, en Curazao, República Dominicana, Jamaica y Costa Rica.

## Sedes
| Willemstad |                                |
| Willemstad | Willemstad                     |
| ---------- | ------------------------------ |
| Willemstad | Estadio Rignaal Jean Francisca |
| Willemstad | Capacidad: 3 000               |
| Willemstad |                                |

| Estadio Panamericano | Estadio Olímpico Félix Sánchez |
| Capacidad: 2.800     | Capacidad: 27.000              |
|                      |                                |

| Estadio Alejandro Morera Soto |
| Capacidad: 17.895             |
|                               |

| Kingston |                   |
| Kingston | Kingston          |
| -------- | ----------------- |
| Kingston | Condado de Surrey |
| Kingston | Parque Sabina     |
| Kingston | Capacidad: 20 000 |
| Kingston |                   |

## Equipos participantes
Participaran 18 selecciones nacionales de fútbol afiliadas a la Concacaf, divididas en seis grupos, donde al final el primer lugar, avanzara al torneo final en 2024.
| Equipos participantes | Equipos participantes | Equipos participantes | Equipos participantes                | Equipos participantes |
| --------------------- | --------------------- | --------------------- | ------------------------------------ | --------------------- |
| Barbados              | Cuba                  | Guatemala             | Islas Vírgenes de los Estados Unidos | Puerto Rico           |
| Bermudas              | Curazao               | Haití                 | Jamaica                              | Trinidad y Tobago     |
| Canadá                | Dominica              | Honduras              | Nicaragua                            |                       |
| Costa Rica            | El Salvador           | Islas Caimán          | Panamá                               |                       |

## Partidos y Resultados

### Grupo A
| Equipo            | Pts | PJ | PG | PE | PP | GF | GC | Dif |
| ----------------- | --- | -- | -- | -- | -- | -- | -- | --- |
| El Salvador       | 9   | 3  | 3  | 0  | 0  | 25 | 0  | +25 |
| Trinidad y Tobago | 6   | 3  | 2  | 0  | 1  | 9  | 6  | +3  |
| Islas Caimán      | 3   | 3  | 1  | 0  | 2  | 1  | 16 | -15 |
| Curazao           | 0   | 3  | 0  | 0  | 3  | 0  | 13 | -13 |

| Fecha                | Lugar                | Local             | Resultado | Visitante         |
| -------------------- | -------------------- | ----------------- | --------- | ----------------- |
| 26 de agosto de 2023 | Willemstad (Curazao) | Curazao           | 0 – 5     | Trinidad y Tobago |
| 26 de agosto de 2023 | Willemstad (Curazao) | El Salvador       | 12 – 0    | Islas Caimán      |
| 28 de agosto de 2023 | Willemstad (Curazao) | Curazao           | 0 – 7     | El Salvador       |
| 28 de agosto de 2023 | Willemstad (Curazao) | Islas Caimán      | 0 – 4     | Trinidad y Tobago |
| 30 de agosto de 2023 | Willemstad (Curazao) | Islas Caimán      | 1 – 0     | Curazao           |
| 30 de agosto de 2023 | Willemstad (Curazao) | Trinidad y Tobago | 0 – 6     | El Salvador       |

### Grupo B
| Equipo   | Pts | PJ | PG | PE | PP | GF | GC | Dif |
| -------- | --- | -- | -- | -- | -- | -- | -- | --- |
| Haití    | 6   | 2  | 2  | 0  | 0  | 18 | 0  | +18 |
| Cuba     | 3   | 2  | 1  | 0  | 1  | 6  | 6  | 0   |
| Barbados | 0   | 2  | 0  | 0  | 2  | 0  | 18 | -18 |

| Fecha                | Lugar                                | Local    | Resultado | Visitante |
| -------------------- | ------------------------------------ | -------- | --------- | --------- |
| 25 de agosto de 2023 | San Cristóbal (República Dominicana) | Cuba     | 6 – 0     | Barbados  |
| 27 de agosto de 2023 | San Cristóbal (República Dominicana) | Barbados | 0 – 12    | Haití     |
| 29 de agosto de 2023 | San Cristóbal (República Dominicana) | Haití    | 6 – 0     | Cuba      |

### Grupo C
| Equipo     | Pts | PJ | PG | PE | PP | GF | GC | Dif |
| ---------- | --- | -- | -- | -- | -- | -- | -- | --- |
| Costa Rica | 6   | 2  | 2  | 0  | 0  | 7  | 1  | +6  |
| Guatemala  | 0   | 2  | 0  | 0  | 2  | 1  | 7  | -6  |

| Fecha                | Lugar                 | Local      | Resultado | Visitante  |
| -------------------- | --------------------- | ---------- | --------- | ---------- |
| 27 de agosto de 2023 | Alajuela (Costa Rica) | Costa Rica | 2 – 0     | Guatemala  |
| 29 de agosto de 2023 | Alajuela (Costa Rica) | Guatemala  | 1 – 5     | Costa Rica |

### Grupo D
| Equipo             | Pts | PJ | PG | PE | PP | GF | GC | Dif |
| ------------------ | --- | -- | -- | -- | -- | -- | -- | --- |
| Puerto Rico        | 9   | 3  | 3  | 0  | 0  | 13 | 2  | +11 |
| Nicaragua          | 4   | 3  | 1  | 1  | 1  | 12 | 3  | +9  |
| Honduras           | 4   | 3  | 1  | 1  | 1  | 7  | 3  | +4  |
| Islas Vírgenes E.U | 0   | 3  | 0  | 0  | 3  | 0  | 24 | -24 |

| Fecha                | Lugar                                | Local              | Resultado | Visitante          |
| -------------------- | ------------------------------------ | ------------------ | --------- | ------------------ |
| 25 de agosto de 2023 | Santo Domingo (República Dominicana) | Islas Vírgenes E.U | 0 – 9     | Puerto Rico        |
| 25 de agosto de 2023 | Santo Domingo (República Dominicana) | Honduras           | 1 – 1     | Nicaragua          |
| 27 de agosto de 2023 | Santo Domingo (República Dominicana) | Honduras           | 5 – 0     | Islas Vírgenes E.U |
| 27 de agosto de 2023 | Santo Domingo (República Dominicana) | Puerto Rico        | 2 – 1     | Nicaragua          |
| 29 de agosto de 2023 | Santo Domingo (República Dominicana) | Nicaragua          | 10 – 0    | Islas Vírgenes E.U |
| 29 de agosto de 2023 | Santo Domingo (República Dominicana) | Puerto Rico        | 2 – 1     | Honduras           |

### Grupo E
| Equipo  | Pts | PJ | PG | PE | PP | GF | GC | Dif |
| ------- | --- | -- | -- | -- | -- | -- | -- | --- |
| Panamá  | 4   | 2  | 1  | 1  | 0  | 2  | 1  | +1  |
| Jamaica | 1   | 2  | 0  | 1  | 1  | 1  | 2  | -1  |

| Fecha                | Lugar              | Local   | Resultado | Visitante |
| -------------------- | ------------------ | ------- | --------- | --------- |
| 25 de agosto de 2023 | Kingston (Jamaica) | Jamaica | 1 – 1     | Panamá    |
| 27 de agosto de 2023 | Kingston (Jamaica) | Panamá  | 1 – 0     | Jamaica   |

### Grupo F
| Equipo   | Pts | PJ | PG | PE | PP | GF | GC | Dif |
| -------- | --- | -- | -- | -- | -- | -- | -- | --- |
| Canadá   | 6   | 2  | 2  | 0  | 0  | 30 | 0  | +30 |
| Bermudas | 3   | 2  | 1  | 0  | 1  | 4  | 10 | -6  |
| Dominica | 0   | 2  | 0  | 0  | 2  | 1  | 25 | -24 |

| Fecha                | Lugar                                | Local    | Resultado | Visitante |
| -------------------- | ------------------------------------ | -------- | --------- | --------- |
| 26 de agosto de 2023 | Santo Domingo (República Dominicana) | Canadá   | 21 – 0    | Dominica  |
| 28 de agosto de 2023 | Santo Domingo (República Dominicana) | Dominica | 1 – 4     | Bermudas  |
| 30 de agosto de 2023 | Santo Domingo (República Dominicana) | Bermudas | 0 – 9     | Canadá    |